# Temporada 2002 del Campeonato Mundial de Rally
La temporada 2002 fue la edición 30º del Campeonato Mundial de Rally. Comenzó el 19 de enero con el Rally de Montecarlo y finalizó el 17 de noviembre en el Rally de Gran Bretaña. El campeón fue Marcus Grönholm que ganó su segundo campeonato a bordo de un Peugeot 206 WRC.

## Calendario
| N.º | Fecha                        | Rally                  | Resultados |
| --- | ---------------------------- | ---------------------- | ---------- |
| 1   | 19-21 de enero               | Rally de Montecarlo    | Resultados |
| 2   | 1-3 de febrero               | Rally de Suecia        | Resultados |
| 3   | 8-10 de marzo                | Rally de Córcega       | Resultados |
| 4   | 22-24 de marzo               | Rally Cataluña         | Resultados |
| 5   | 19-21 de abril               | Rally de Chipre        | Resultados |
| 6   | 16-19 de mayo                | Rally de Argentina     | Resultados |
| 7   | 13-16 de junio               | Rally Acrópolis        | Resultados |
| 8   | 12-14 de julio               | Rally Safari           | Resultados |
| 9   | 8-11 de agosto               | Rally de Finlandia     | Resultados |
| 10  | 22-25 de agosto              | Rally de Alemania      | Resultados |
| 11  | 19-22 de septiembre          | Rally de San Remo      | Resultados |
| 12  | 2-5 de octubre               | Rally de Nueva Zelanda | Resultados |
| 13  | 31 de octubre-3 de noviembre | Rally de Australia     | Resultados |
| 14  | 14-17 de noviembre           | Rally de Gran Bretaña  | Resultados |

## Equipos
| Equipo                                  | Constructor   | Vehículo      | Piloto                | Copiloto            | Rallyes             |               |
| Constructores                           | Constructores | Constructores | Constructores         | Constructores       | Constructores       | Constructores |
| --------------------------------------- | ------------- | ------------- | --------------------- | ------------------- | ------------------- | ------------- |
| Peugeot Total                           | Peugeot       | 206 WRC       | Richard Burns         | Robert Reid         | 1-14                |               |
| Peugeot Total                           | Peugeot       | 206 WRC       | Marcus Grönholm       | Timo Rautiainen     | 1-14                |               |
| Peugeot Total                           | Peugeot       | 206 WRC       | Gilles Panizzi        | Hervé Panizzi       | 1-8, 11-14          |               |
| Peugeot Total                           | Peugeot       | 206 WRC       | Harri Rovanperä       | Risto Pietiläinen   | 1-8, 14             |               |
| Peugeot Total                           | Peugeot       | 206 WRC       | Harri Rovanperä       | Voitto Silander     | 9-13                |               |
| Ford Motor Co                           | Ford          | Focus WRC     | Carlos Sainz          | Luis Moya           | 1-3, 5-14           |               |
| Ford Motor Co                           | Ford          | Focus WRC     | Carlos Sainz          | Marc Martí          | 4                   |               |
| Ford Motor Co                           | Ford          | Focus WRC     | Colin McRae           | Nicky Grist         | 1-12                |               |
| Ford Motor Co                           | Ford          | Focus WRC     | Colin McRae           | Derek Ringer        | 13-14               |               |
| Ford Motor Co                           | Ford          | Focus WRC     | Markko Märtin         | Michael Park        | 1-14                |               |
| Ford Motor Co                           | Ford          | Focus WRC     | Francois Duval        | Jean-Marc Fortin    | 5, 9, 13            |               |
| Ford Motor Co                           | Ford          | Focus WRC     | Mark Higgins          | Bryan Thomas        | 14                  |               |
| Marlboro Mitsubishi Ralliart            | Mitsubishi    | Lancer WRC    | François Delecour     | Daniel Grataloup    | 1-13                |               |
| Marlboro Mitsubishi Ralliart            | Mitsubishi    | Lancer WRC    | François Delecour     | Dominique Savignoni | 14                  |               |
| Marlboro Mitsubishi Ralliart            | Mitsubishi    | Lancer WRC    | Alister McRae         | David Senior        | 1–13                |               |
| Marlboro Mitsubishi Ralliart            | Mitsubishi    | Lancer WRC    | Justin Dale           | Andrew Bargery      | 14                  |               |
| Marlboro Mitsubishi Ralliart            | Mitsubishi    | Lancer WRC    | Jani Paasonen         | Arto Kapanen        | 2, 5, 9, 12–14      |               |
| 555 Subaru World Rally Team             | Subaru        | Impreza WRC   | Tommi Mäkinen         | Kaj Linström        | 1-14                |               |
| 555 Subaru World Rally Team             | Subaru        | Impreza WRC   | Petter Solberg        | Phil Mills          | 1-14                |               |
| 555 Subaru World Rally Team             | Subaru        | Impreza WRC   | Toshihiro Arai        | Tony Sircombe       | 7, 10               |               |
| 555 Subaru World Rally Team             | Subaru        | Impreza WRC   | Achim Mörtl           | Klaus Wicha         | 10–11               |               |
| Škoda Motorsport                        | Škoda         | Octavia WRC   | Kenneth Eriksson      | Tina Thörner        | 1-14                |               |
| Škoda Motorsport                        | Škoda         | Octavia WRC   | Toni Gardemeister     | Paavo Lukander      | 1-14                |               |
| Škoda Motorsport                        | Škoda         | Octavia WRC   | Roman Kresta          | Jan Tomanek         | 1, 3, 5, 8, 11, 14  |               |
| Škoda Motorsport                        | Škoda         | Octavia WRC   | Stig Blomqvist        | Ana Goñi            | 2, 4, 7             |               |
| Škoda Motorsport                        | Škoda         | Octavia WRC   | Gabriel Pozzo         | Daniel Stillo       | 4-7                 |               |
| Škoda Motorsport                        | Škoda         | Octavia WRC   | Matthias Kahle        | Peter Göbel         | 10                  |               |
| Hyundai World Rally Team                | Hyundai       | Accent WRC    | Armin Schwarz         | Manfred Hiemer      | 1-14                |               |
| Hyundai World Rally Team                | Hyundai       | Accent WRC    | Freddy Loix           | Sven Smeets         | 1-14                |               |
| Hyundai World Rally Team                | Hyundai       | Accent WRC    | Juha Kankkunen        | Juha Repo           | 2, 5–9, 12–14       |               |
| Hyundai World Rally Team                | Hyundai       | Accent WRC    | Tomasz Kuchar         | Maciej Szczepaniak  | 3, 5                |               |
| Citroën Sport                           | Citroën       | Xsara WRC     | Thomas Rådström       | Dennis Giraudet     | 1–2, 4, 7–9, 12     |               |
| Citroën Sport                           | Citroën       | Xsara WRC     | Jesús Puras           | Marc Martí          | 10                  |               |
| Citroën Sport                           | Citroën       | Xsara WRC     | Jesús Puras           | Carlos Del Barrio   | 4, 11               |               |
| Citroën Sport                           | Citroën       | Xsara WRC     | Sébastien Loeb        | Daniel Elena        | 1–2, 4, 7–10, 13–14 |               |
| Citroën Sport                           | Citroën       | Xsara WRC     | Philippe Bugalski     | Jean-Paul Chiaroni  | 1, 3–4, 10–11       |               |
| Equipos no registrados no constructores |               |               |                       |                     |                     |               |
| Bozian Racing                           | Peugeot       | 206 WRC       | Harri Rovanperä       | Risto Pietilaïnen   | 1, 3-4, 11          |               |
| Bozian Racing                           | Peugeot       | 206 WRC       | Gilles Panizzi        | Hervé Panizzi       | 2, 7, 14            |               |
| Bozian Racing                           | Peugeot       | 206 WRC       | Cédric Robert         | Gérald Bedon        | 11                  |               |
| Peugeot Bastos Racing                   | Peugeot       | 206 WRC       | Bruno Thiry           | Bandera de ?        | 1, 3-5, 7, 10-11    |               |
| Powerhorse WRT                          | Peugeot       | 206 WRC       | Achim Mörtl           | Bandera de ?        | 2-5                 |               |
| Juuso Pykälistö                         | Peugeot       | 206 WRC       | Juuso Pykälistö       | Bandera de ?        | 9, 14               |               |
| Juuso Pykälistö                         | Toyota        | Corolla WRC   | Juuso Pykälistö       | Bandera de ?        | 2, 5                |               |
| Jussi Välimäki                          | Toyota        | Corolla WRC   | Jussi Välimäki        | Bandera de ?        | 2, 7, 9             |               |
| Henning Solberg                         | Toyota        | Corolla WRC   | Henning Solberg       | Bandera de ?        | 2, 9                |               |
| Tomasz Kuchar                           | Toyota        | Corolla WRC   | Tomasz Kuchar         | Bandera de ?        | 2, 7, 12-14         |               |
| Stohl Racing                            | Toyota        | Corolla WRC   | Manfred Stohl         | Bandera de ?        | 1                   |               |
| Stohl Racing                            | Ford          | Focus WRC     | Manfred Stohl         | Bandera de ?        | 5, 14               |               |
| Janne Tuohino                           | Ford          | Focus WRC     | Janne Tuohino         | Bandera de ?        | 2, 5, 9             |               |
| Francois Duval                          | Ford          | Focus WRC     | Francois Duval        | Bandera de ?        | 2-3                 |               |
| Armin Kremer                            | Ford          | Focus WRC     | Armin Kremer          | Bandera de ?        | 1, 4, 7, 9-10, 14   |               |
| Ioannis Papadimitriou                   | Ford          | Focus WRC     | Ioannis Papadimitriou | Bandera de ?        | 2, 5                |               |
| Ioannis Papadimitriou                   | Subaru        | Impreza WRC   | Ioannis Papadimitriou | Bandera de ?        | 7, 14               |               |
| Nigel Heath                             | Subaru        | Impreza WRC   | Nigel Heath           | Bandera de ?        | 7-8                 |               |
| Natalie Barratt                         | Hyundai       | Accent WRC    | Natalie Barratt       | Bandera de ?        | 4, 7, 12-14         |               |

## Resultados

### Campeonato de Pilotos

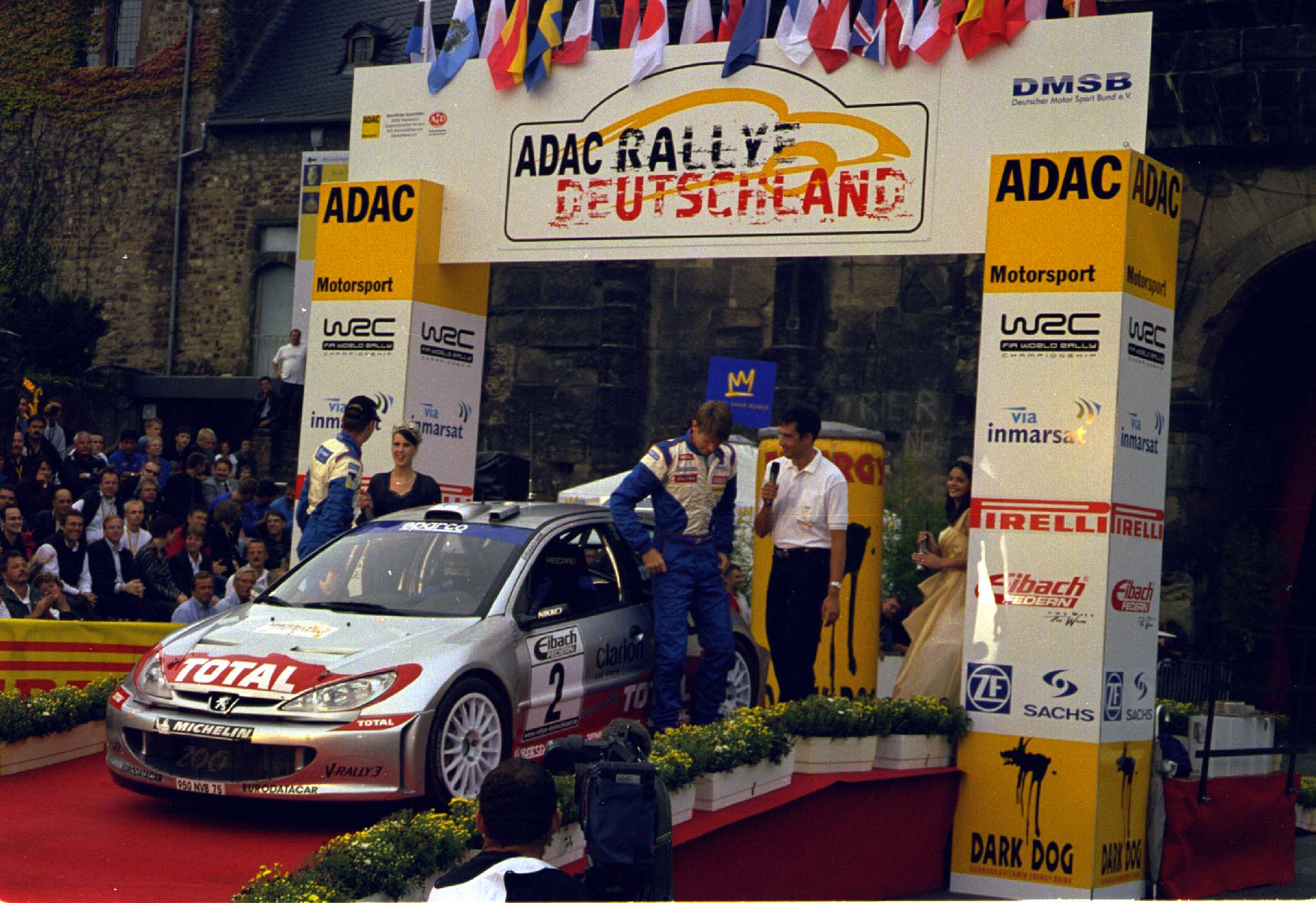
Marcus Grönholm en el Rally de Alemania, donde logró el tercer puesto.

| Pos. | Piloto            | MON | SWE | FRA | ESP | CYP | ARG | GRC | KEN | FIN | GER | ITA | NZL | AUS | GBR | Pts |
| ---- | ----------------- | --- | --- | --- | --- | --- | --- | --- | --- | --- | --- | --- | --- | --- | --- | --- |
| 1    | Marcus Grönholm   | 5   | 1   | 2   | 4   | 1   | DSQ | 2   | Ret | 1   | 3   | 2   | 1   | 1   | Ret | 77  |
| 2    | Petter Solberg    | 6   | Ret | 5   | 5   | 5   | 2   | 5   | Ret | 3   | Ret | 3   | Ret | 3   | 1   | 37  |
| 3    | Carlos Sainz      | 3   | 3   | 6   | Ret | 11  | 1   | 3   | Ret | 4   | 8   | Ret | 4   | 4   | 3   | 36  |
| 4    | Colin McRae       | 4   | 6   | Ret | 6   | 6   | 3   | 1   | 1   | Ret | 4   | 8   | Ret | Ret | 5   | 35  |
| 5    | Richard Burns     | 8   | 4   | 3   | 2   | 2   | DSQ | Ret | Ret | 2   | 2   | 4   | Ret | Ret | Ret | 34  |
| 6    | Gilles Panizzi    | 7   | 16  | 1   | 1   | 10  | Ret | Ret | 6   |     |     | 1   | 7   |     | 11  | 31  |
| 7    | Harri Rovanperä   | Ret | 2   | 11  | 7   | 4   | Ret | 4   | 2   | Ret | Ret | 9   | 2   | 2   | 7   | 30  |
| 8    | Tommi Mäkinen     | 1   | Ret | Ret | Ret | 3   | Ret | Ret | Ret | 6   | 7   | Ret | 3   | DSQ | 4   | 22  |
| 9    | Markko Märtin     | 12  |     | 8   | 8   | 8   | 4   | 6   | 4   | 5   | 6   | 5   | Ret | 5   | 2   | 20  |
| 10   | Sébastien Loeb    | 2   | 17  |     | Ret |     |     | 7   | 5   | 10  | 1   |     |     | 7   | Ret | 18  |
| 11   | Philippe Bugalski | Ret |     | 4   | 3   |     |     |     |     |     | Ret | Ret |     |     |     | 7   |
| 12   | Thomas Rådström   | Ret | 37  |     | Ret |     |     | 8   | 3   | Ret |     |     |     |     | Ret | 4   |
| 13   | Toni Gardemeister | 10  | Ret | 12  | 11  | 15  | 5   | 10  | Ret | 12  | Ret | Ret | 8   | 6   | 10  | 3   |
| 14   | Alister McRae     | 14  | 5   | 10  | 13  | Ret | 8   | Ret | 9   | Ret | Ret | Ret |     |     |     | 2   |
| 14   | Bruno Thiry       | 11  |     | Ret | Ret | Ret |     | 12  |     |     | 5   | 13  |     |     |     | 2   |
| 14   | Juha Kankkunen    |     | 8   |     |     | Ret | 7   | Ret | 8   | Ret |     |     | 5   | Ret | 9   | 2   |
| 17   | Kenneth Eriksson  | 13  | Ret | Ret | 17  | 9   | 6   | 14  | Ret | Ret | 10  | 11  | Ret | 8   | 13  | 1   |
| 17   | Jesús Puras       |     |     |     | 12  |     |     |     |     |     | Ret | 6   |     |     |     | 1   |
| 17   | Freddy Loix       | Ret | Ret | 9   | 10  | Ret | Ret | Ret | Ret | 9   | Ret | 28  | 6   | Ret | 8   | 1   |
| 17   | Mark Higgins      |     |     |     |     |     |     |     |     |     |     |     |     |     | 6   | 1   |
| Pos  | Piloto            | MON | SWE | FRA | ESP | CYP | ARG | GRC | KEN | FIN | GER | ITA | NZL | AUS | GBR | Pts |

### Campeonato de Constructores
| Pos | Equipo     | Rally | Rally | Rally | Rally | Rally | Rally | Rally | Rally | Rally | Rally | Rally | Rally | Rally | Rally | Total puntos |
| Pos | Equipo     | MON   | SWE   | FRA   | ESP   | CYP   | ARG   | GRC   | KEN   | FIN   | GER   | ITA   | NZL   | AUS   | GBR   | Total puntos |
| --- | ---------- | ----- | ----- | ----- | ----- | ----- | ----- | ----- | ----- | ----- | ----- | ----- | ----- | ----- | ----- | ------------ |
| 1   | Peugeot    | 4     | 16    | 16    | 16    | 16    | 0     | 9     | 6     | 16    | 16    | 16    | 16    | 16    | 2     | 165          |
| 2   | Ford       | 10    | 6     | 4     | 5     | 2     | 14    | 14    | 14    | 5     | 7     | 5     | 3     | 5     | 10    | 104          |
| 3   | Subaru     | 12    | 0     | 4     | 4     | 7     | 6     | 2     | 0     | 5     | 2     | 4     | 4     | 4     | 13    | 67           |
| 4   | Hyundai    | 0     | 1     | 0     | 0     | 1     | 1     | 1     | 0     | 2     | 0     | 0     | 3     | 0     | 1     | 10           |
| 5   | Škoda      | 0     | 0     | 0     | 0     | 0     | 5     | 0     | 0     | 3     | 0     | 0     | 0     | 1     | 0     | 9            |
| 6   | Mitsubishi | 0     | 3     | 2     | 1     | 0     | 0     | 0     | 1     | 0     | 1     | 1     | 0     | 0     | 0     | 9            |

### Campeonato de Producción
| Pos. | Piloto            | SWE | FRA | CYP | ARG | KEN | FIN | NZL | AUS | Puntos |
| ---- | ----------------- | --- | --- | --- | --- | --- | --- | --- | --- | ------ |
| 1    | Karamjit Singh    |     |     | 10  | 4   | 10  | 4   |     | 4   | 32     |
| 2    | Kristian Sohlberg | 10  |     |     |     |     | 6   | 10  |     | 26     |
| 3    | Ramón Ferreyros   |     | 10  |     | 10  |     |     |     | 3   | 23     |
| 4    | Toshihiro Arai    | 6   |     |     | 6   |     |     |     | 10  | 22     |
| 5    | Alessandro Fiorio | 3   |     |     |     |     | 10  | 3   | 6   | 22     |

- Referencias[1]

### Campeonato Junior
| Pos. | Piloto             | Puntos |
| ---- | ------------------ | ------ |
| 1    | Dani Solá          | 37     |
| 2    | Andrea Dallavilla  | 29     |
| 3    | Janne Tuohino      | 15     |
| 4    | Giandomenico Basso | 14     |
| 5    | Nicola Caldani     | 13     |
| 6    | Francois Duval     | 12     |